# Han Sang-woon
Han Sang-woon (한상운?, 韓相云?; Taebaek, 30 maggio 1986) è un calciatore sudcoreano, attaccante del Busan Southern Yongdang.